# Јуџи Хиронага
Јуџи Хиронага (јап. 廣長 優志; 25. јул 1975) јапански је фудбалер.

## Каријера
Током каријере играо је за Токио Верди, Гамба Осака, Јокохама и Серезо Осака.

## Репрезентација
Са репрезентацијом Јапана наступао је на олимпијским играма 1996.